# سكوت فوربس
سكوت فوربس (بالإنجليزية: Scott Forbes)‏ (22 أكتوبر 1976 في المملكة المتحدة - ) هو لاعب كرة قدم بريطاني في مركز الوسط. لعب مع نادي ساوثيند يونايتد وهيبريدج سويفتس وكانفي آيلاند وبيشوب ستورتفورد وWindsor & Eton F.C. (1892) ‏ ونادي سافرون والدن تاون.

## وصلات خارجية
- سكوت فوربس على موقع قاعدة بيانات كرة القدم.إي يو (الإنجليزية)
- سكوت فوربس على موقع Soccerbase.com (لاعب) (الإنجليزية)